# Суховцы (Ровненская область)
Суховцы (укр. Сухівці) — село в Зарянской сельской общине Ровненского района Ровненской области Украины.
Население по переписи 2001 года составляло 551 человек. Почтовый индекс — 35335. Телефонный код — 362. Код КОАТУУ — 5624687904.